# Гданьский медицинский университет
Гданьский медицинский университет (пол. Gdański Uniwersytet Medyczny) — высшее учебное медицинское учреждение в польском городе Гданьске. Самое старое и наибольшее в Северной Польше медицинское учебное учреждение.

## История

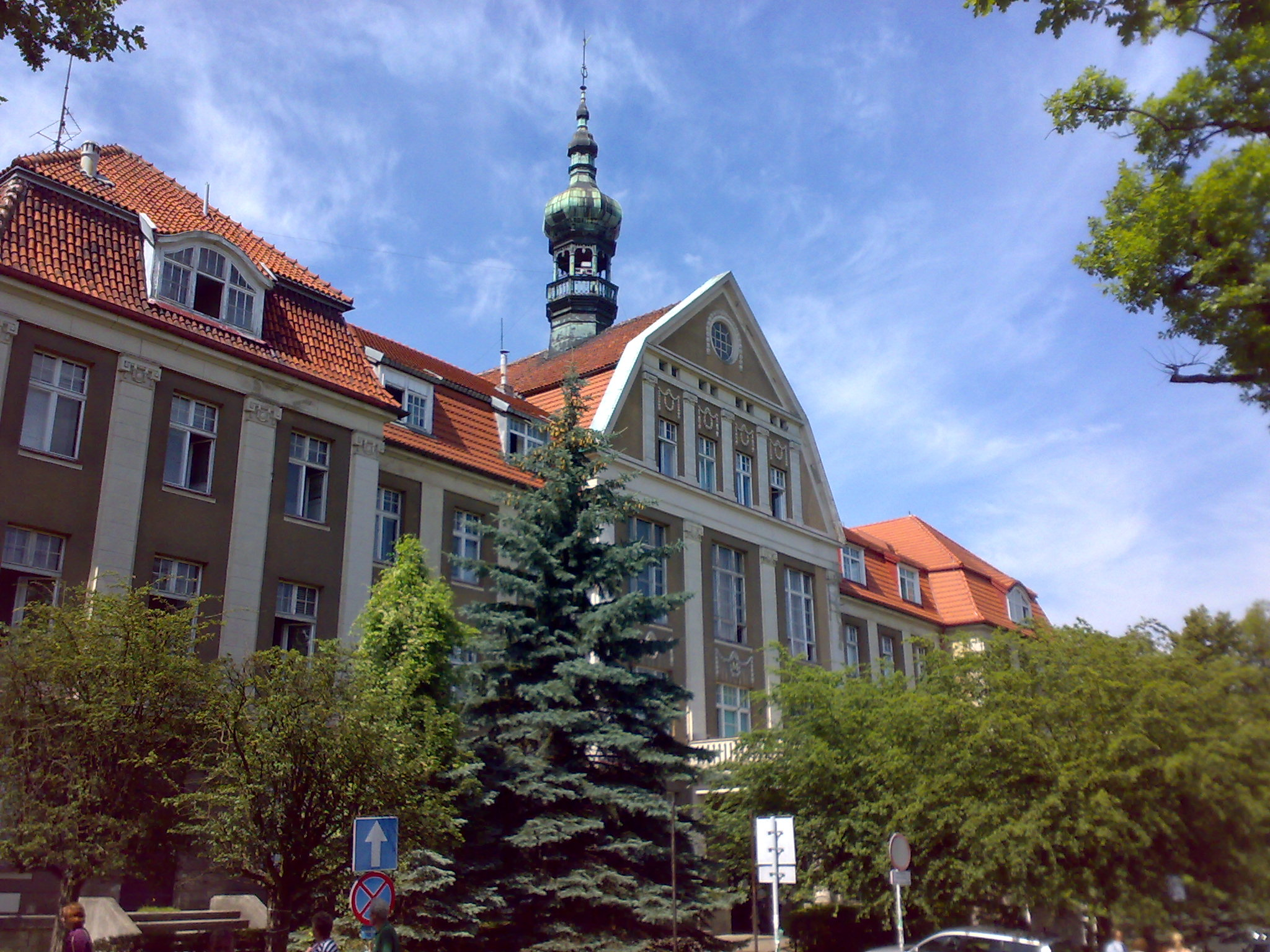
Историческое здание Медицинского университета в Гданьске

Истоки университета относятся к 1454 году, когда в тогдашнем Данциге был основан цех хирургов, а затем — медицинская кафедра в Академической гимназии (Atheneum Gedanense).
В 1935 году сенат Вольного города Данциг решил создать практикующую медицинскую академию (Die Staatliche Akademie für Praktische Medizin zu Danzig). После 1945 она была реорганизована во Врачебную академию. С 1950 до 19 мая 2009 функционировала, как Медицинская академия в Гданьске.

## Структура
Сейчас в составе университета функционируют факультеты:
- Врачебный с отделением стоматологии,
- Здравоохранения с отделением медицинского ухода,
- Фармацевтический с отделением лабораторной медицины.
- Межвузовский факультет биотехнологии, созданный совместно с Гданьским университетом.

В 2003 году в структуру медицинского университета Гданьска включён Межведомственный институт морской и тропической медицины в Гдыне, созданный в 1935 году.
По количеству обучающихся студентов, Гданьский медицинский университет входит в тройку самых крупных учебных заведений Польши.

## Персоналии
- Абрамович, Игнатий — почётный доктор